# فريدريكه برون
فريدريكه برون (Friederike Brun) (مولودة بلقب مونتر) (3 يونيو 1765 - 25 مارس 1835)، هي كاتبة دنماركية وصاحبة صالون.
تزوجت التاجر الثري كونستانتين برون، وخلال العصر الذهبي الدنماركي في النصف الأول من القرن التاسع عشر، أقامت صالونات أدبية في صوفينهولم، في مقر إقامة العائلة الصيفي في شمال كوبنهاغن.
اشتهرت بكتابتها قصيدة شاموني عند شروق الشمس وهي أصل لترنيمة بعنوان«ترنيمة في وادي شاموني» التي ألفها صموئيل تايلور كوليردج.

## حياتها
وُلدت فريدريكه برون في 3 يونيو 1765 في غرافينتونا، في تورينغن الحالية بألمانيا. كان والدها بالتازار مونتر، وهو كاتب وعالم لاهوت، وانتقلت العائلة إلى الدنمارك بعد وقت قصير من ولادة فريدريكه عندما تولى الأب منصب كاهن في كنيسة القديس بطرس في كوبنهاغن، والتي كانت كنيسة المسيحيين الألمان في المدينة.
كانت فريدريكه طفلة ذكية، واكتسبت معرفة دقيقة بالأدب والمواضيع الثقافية الأخرى في المنزل على الرغم من عدم تلقيها أي تعليم رسمي. استمتعت عائلتها بزيارات متكررة من شخصيات أدبية ألمانية ودنماركية مثل فريدريش جوتليب كلوبشتوك ويوهان أندرياس كرامر والأخوين كريستيان وفريدريش ليوبولد تسو شتولبرج،  ويوهانس إيفالد.
في عام 1783، تزوجت في السابعة عشرة من التاجر الثري كونستانتين برون.

## أعمالها الأدبية
نشرت فريدريكه برون تجاربها الشعرية الأولى، بالإضافة إلى تقرير رحلات عن ألمانيا، في وقت مبكر من عام 1782. سيطر هذان النوعان أيضًا على بقية مسيرتها الأدبية. قامت لاحقا بالكثير من الرحلات إلى مختلف البلدان، بدعم مالي من زوجها، من عام 1789 إلى عام 1810، وقامت ببعض الأسفار بصحبة الأميرة لويزا أميرة أنهالت ديساو (زوجة ليوبولد الثالث، دوق أنهالت ديساو.) والشاعر ماتيسون.
في أسفارها، التقت بالعديد من الشخصيات الثقافية الأوروبية البارزة في ذلك العصر وأقامت معهم الصداقات، وقد ظهرت هذه الشخصيات بشكل بارز في كتاباتها المتعلقة بالسفر. حافظت على المراسلات الغزيرة مع العديد منهم. ومن بين المفكرين الأوروبيين الذين ارتبطت بهم يوهان جوته، وفريدريش شيلر، وأوغست فيلهيلم شليغل، ويوهان غوتفريد هيردر، وفيلهلم غريم، والكاتبة السويسرية مدام دي ستايل التي أقامت معها صداقة وثيقة.
وبرفقة كل من ماتيسون ومع المؤرخ يوهانس فون مولر، قضت بعض الوقت في سويسرا في منزل تشارلز فيكتور دي بونشتيتين، الذي حل بعد ذلك ضيفًا في منزلها لعدة سنوات في كوبنهاغن. تبادل معها بونشتيتن الكثير من الرسائل، وتم نشر بعض تلك الرسائل لاحقًا.
وبعد أن أقامت فترة طويلة في إيطاليا، قضت بقية حياتها في كوبنهاغن.

## الصالونات
بالإضافة إلى عملها كمؤلفة، اشتهرت فريدريكه برون من عام 1788 بصالوناتها التي تقام في الصيف في فريدريكسدال وفي الشتاء في كوبنهاغن. وكانت فكرة إقامة صالونات مستوحاة من صالونات مدام دي ستايل التي أقامتها في قصر دو كوبيه. 
وكانت ابنتها، إيدا برون، تقدم عروض تقليد مستوحاة من الليدي هاميلتون، واحدة من عوامل الجذب الرئيسية في الصالونات التي أقامتها في كوبنهاغن وجنيف وروما من 1806 إلى 1816.

## أعمالها
نشرت العديد من دواوين الشعر منها:
- قصائد - 1782
- قصائد - 1795
- قصائد جديدة - 1812
- قصائد أحدث - 1820

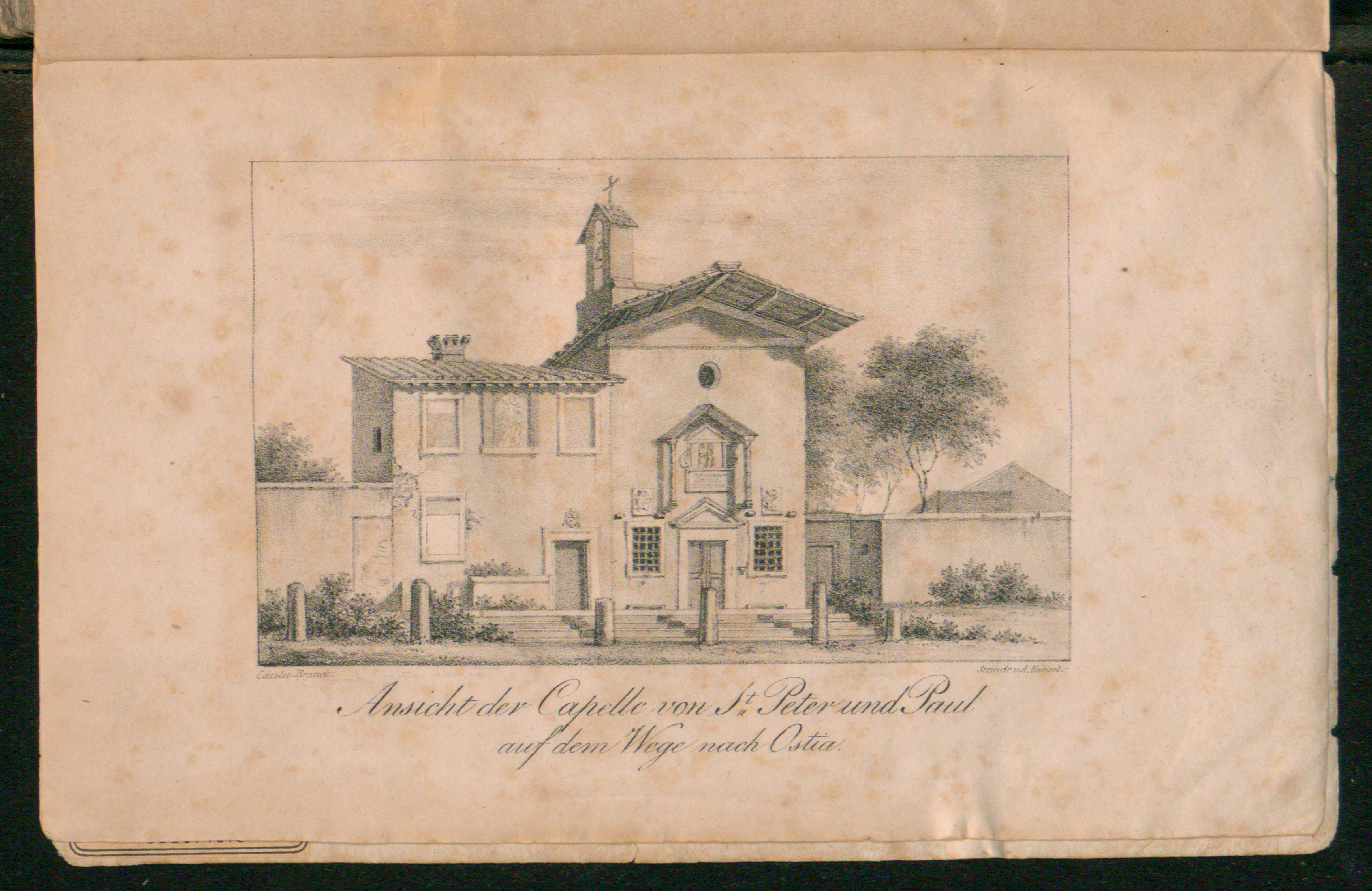
الحياة في روما، ١٨٣٣

ودونت رحلاتها في العديد من الكتب منها:
- كتابات نثرية (1799 - 1801)
- يوميات عن روما - الجزء الأول - 1800
- يوميات عن روما - الجزء الثاني - 1801
- يوميات رحلة عبر شرق وجنوب سويسرا الإيطالية - 1800
- حكايات من رحلات عبر جنوب ألمانيا (1807 - 1818)
- الحياة في روما - الجزء الأول - 1833
- الحياة في روما - الجزء الثاني - 1833